# قرش دراس
القرش الدرّاس (بالإنجليزية: Thresher shark)‏ هي عائلة من أسماك القرش ومن رتبة لمنيات الشكل، يوجد في هذه العائلة 3 أجناس مؤكدة الوجود ونوع آخر غير مؤكد رسمياً. تعيش أسماك الدراس في المحيطات والبحار الدافئة.

## الأجناس
يوجد في عائلة القرش الدراس ثلاثة أجناس، اكتُشفت على فترات زمنية مُختلفة. تم الكشف عن وجود أنواع رابعة غير معترف بها حتى الآن أثناء تحليل ألوزيمي عام 1995 من قبل بليز إيتنر. ومن المحتمل وجود هذا النوع في شرق المحيط الهادئ قبالة باجا كاليفورنيا، وقد سبق أن تم تعريفه على أنه الدرّاس الكبير. حتى الآن، هو معروف فقط من عينات عضلية من كائن واحد، ولم يتم توثيق أي جانب مورفولوجي (شكل) له. أما النواع الثلاثة المعروفة والمثبتة هي:
- القرش الدراس الشائع (باللاتينية: Alopias vulpinus) اكتشفه بيير بوناتيري سنة 1788
- القرش الدراس الجاحظ (باللاتينية: Alopias superciliosus) اكتشفه ريتشارد توماس لو سنة 1841
- القرش الدراس البحري (باللاتينية: Alopias pelagicus) اكتشفه هـ.نيكامورا سنة 1935

## الشكل الخارجي
ما يُميز القرش الدرّاس هو ذيله الطويل الشبيه بالمنجل، وسمي بالدرّاس نسبةً لشكل ذيله. يشكل الذيل نصف طول القرش تقريباً، وهو كائن مفترس جداً، يستخدم ذيله لمحاصرة الأسماك واللافقاريات. يبلغ أقصى طول له 6 أمتار تقريباً، ودائماً النوع العادي هو الأطول بينهم.

## الانتشار
يعيش القرش الدراس بعيداً عن السواحل بشكل عام ويفضل المناطق الدافئة والمعتدلة حول العالم، لكن النوع الدراس البحري فهو يوجد بالمحيطين الهادي والهندي، لكنه لا يوجد بالأطلسي.

## الاستخدام
من ميزات لحوم القرش الدراس أنه يمكن الاستفادة من أكبر كمية له بالنسبة لأسماك القرش الأخرى، لذلك يتم المتاجرة بلحومه في جميع أنحاء العالم. ومن الأنواع الثلاث للقرش الدراس، فإن القرش الدراس العادي يعتبر صاحب اللحوم الأكثر جودة. كما تستخدم زعانف القرش الدراس بكثرة في شرق آسيا، لإعداد حساء زعانف القرش. كما تدفع هواة الغوص للغوص حوله في مناطق مثل الفلبين. أما هواة صيد القرش الدراس فيتواجدون في مناطق مختلفة حول العالم مثل الولايات المتحدة وكندا وإيطاليا وجنوب أفريقيا وأستراليا ونيوزيلاندا وبريطانيا.

## المخاطر المهددة للقرش الدراسّ
يعتبر القرش الدراس من الكائنات الحية المهاجرة باستمرار، وتطالب منظمات حقوق الحيوان مثل اتفاقية المحافظة على الأنواع الحيوانية المهاجرة (CMS) على سنّ قوانين تحمي القرش الدراس من الصيد الجائر والغير قانوني وتطبيق هذه القوانين. يعتبر القرش الدراس ضعيف جداً بوجه الصيد لعدة أسباب منها:
- بطئ النمو.
- تأخر البلوغ للفرد والتي نبدأ بعد 4 سنوات وحتى 14 سنة.
- فترة الحمل طويلة حيث تبلغ (9 12 شهراً).
- قلة عدد المواليد في الحمل الواحد حيثُ يبلغ عدد الصغار (2 - 4 صغار).